# Fimbristylis acuminata
Fimbristylis acuminata är en halvgräsart som beskrevs av Vahl. Fimbristylis acuminata ingår i släktet Fimbristylis och familjen halvgräs. IUCN kategoriserar arten globalt som livskraftig. Inga underarter finns listade i Catalogue of Life.